# Erneuerung der preußisch-russischen Allianz (1730)

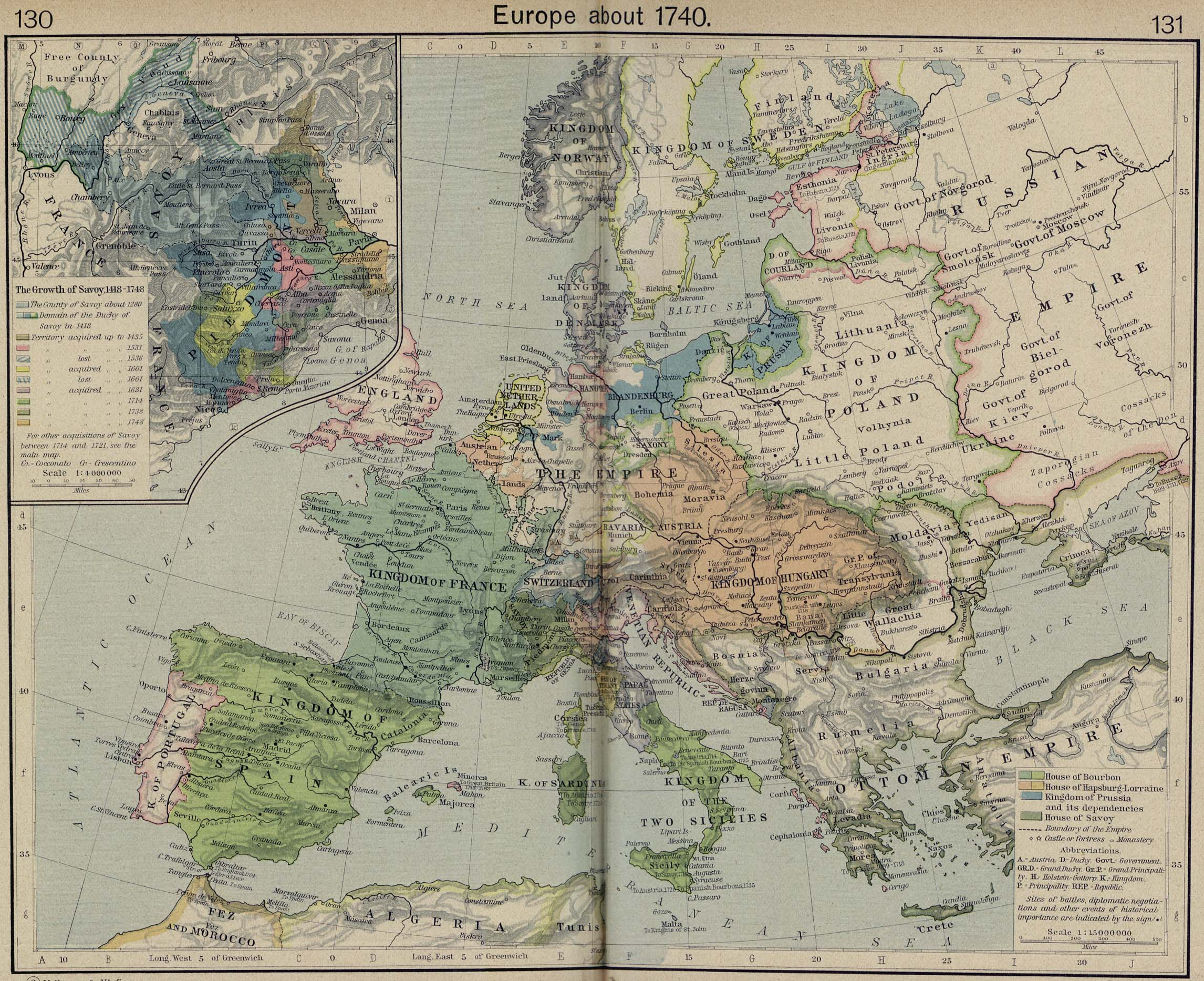
Europa um 1740

Die Erneuerung der preußisch-russischen Allianz vom 30. September 1730 war ein zwischen Preußen und Russland geschlossener Staatsvertrag und gründete auf den Bestimmungen der vier Jahre zuvor geschlossenen Defensivallianz und der Erneuerung drei Jahre später. Der erneuerte Vertrag sollte das gute Verhältnis beider Staaten nach dem Tod des russischen Kaisers Peter II. 1730 sichern.

## Historischer Hintergrund
Auch nach dem Tod des Kaisers Peter II. sollte wiederum auf Wunsch des Wiener Hofes, die preußische Allianz mit Russland erneuert werden, man legte aber in Berlin Wert darauf, dass die Unterhandlungen diesmal in Berlin und zwar mit dem dort verweilenden Fürsten Golizyn geführt wurden. Am 13. Juli 1729 wurde dem König Friedrich Wilhelm I. der Entwurf des erneuerten Bündnisses vorgelegt: neu hinzugefügt war hier nur ein Artikel, der den Schutz der Dissidenten in Polen-Litauen betraf. Am 29. Juli wurde das Projekt an Golyzin übergeben, der es nach St. Petersburg übersandte. Hier wurde es bald genehmigt, und so konnte die Unterzeichnung in Berlin am 2. Oktober erfolgen. Die preußische Ratifikation wurde am 30. Oktober ausgestellt, die russische, die der General Alexei Petrowitsch Bestuschew-Rjumin im November nach Berlin überbrachte, trägt das Datum des 19. Oktober.

## Vertragsinhalt
Nach einem Prolog folgt der Allianzvertrag vom 21. August 1726, nach der Fassung des erneuerten Allianzvertrags vom 20. September 1729, Artikel 1 bis 17 – Artikel 18 und Schlus des Corps du traité lauten dagegen abweichend.
Danach folgen die ersten beiden Geheimartikel des preußisch-russischen Allianzvertrags von 1726 nach der Fassung des erneuerten Allianzvertrags vom 20. September 1729, dann der dritte Geheimartikel des Vertrags von 1726 mit der Abänderung von 1729 am Schluss und dem weiteren Zusatz. Daran schließt sich der Separatartikel zu den Dissidenten in Polen an.

## Weitere Entwicklung
Der Vertrag galt in seinen Bestimmungen fortan bis 1740, als nach dem Tod der Kaiserin Anna ein neuer Defensivvertrag zwischen beiden Mächten abgeschlossen wurde.